# Musō Shinden-ryū
Musō Shinden-ryū (夢想神伝流?) es una tradición marcial o escuela (koryū) que fue fundada en el año 1933 por Nakayama Hakudo (中山博道?)(1869-1958), considerado el último sōke de la rama Shinomura-ha de la escuela Musō Jikiden Eishin-ryū. Nayakama realizó una reformulación fruto de su estudio en dicha escuela a la que llamó Musō Shinden-ryū, y aunque ambas escuelas presentan un parentesco evidente, existen diferencias destacables entre ambas. En esta escuela no existe la figura del sōke. Nakayama fue un artista marcial muy destacado de su tiempo y ayudó enormemente a impulsar la práctica del iaidō. A pesar de su fecha de creación, en general es considerada como una koryū, asumiéndola como una reformulación que continúa la tradición de Musō Jikiden Eishin-ryū. Musō Shinden-ryū es la escuela de iaidō con más practicantes en la actualidad.